# Ministero della pubblica sicurezza (Vietnam)
Il Ministero della pubblica sicurezza (Bộ Công an in vietnamita) è il dicastero del Governo del Vietnam responsabile per le forze di polizia, la sicurezza e i servizi segreti del paese. Creato con l'aiuto dell'Unione Sovietica, controlla anche le forze paramilitari, in aggiunta ai corpi di polizia regolari del Vietnam.
Il Ministero venne creato nel 1953 durante il governo di Ho Chi Minh, ed il primo a ricoprire il ruolo di ministro fu Trần Quốc Hoàn.
Il Ministero della pubblica sicurezza è stato più volte unito con il Ministero dell'interno, raggiungendo l'assetto attuale nel 2002 con la creazione di un nuovo Ministero dell'interno. Tra il 1959 ed il 1979 ebbe anche il controllo delle forze di Polizia di Frontiera, successivamente trasferite al Ministero della difesa. L'attuale ministro, in carica dal 2016, è Tô Lâm.